# Каяно Сігеру
Каяно Сігеру (яп. 萱野 茂, Kayano Shigeru, 15 червня 1926 — 6 травня 2006) — один з останніх носіїв мови айнів і провідним діячем етнічного руху айнів у Японії.

## Раннє життя
Каяно народився в селі Нібутані в Біраторі, Хоккайдо, Японія. При народженні його прізвище було Кайдзава, але його всиновила сім'я його тітки під своїм ім'ям. Він ріс у бідності з батьком-алкоголіком та побожною буддисткою-матір'ю. Перше уявлення про культуру айнів він отримав від своєї бабусі Текатте, яка розповідала йому традиційні історії айнською мовою.

## Культурний лідер
Хоча він не досяг високого рівня формальної освіти, він пристрасно вивчав айнський фольклор, мистецтво, мову та історію. Його активність сприяла заснуванню Музею культури айнів Нібутані в 1972 році. Він був визнаним живим майстром усної традиції айнів, знавцем їхнього народного мистецтва та мови. Під його керівництвом було засновано 15 шкіл з вивчення айнської мови.

## Політичний лідер
Він був першим політиком-айном, який потрапив до парламенту Японії. Він пробув у парламенті п'ять термінів, після чого зайняв місце у верхній палаті, що звільнилося для Соціал-демократичної партії Японії. Там він працював з 1994 по 1998 рік. У парламенті він часто ставив питання мовою айнів. Його зусилля призвели до прийняття закону про підтримку культури айнів у 1997 році.
Каяно Сігеру також був відомий тим, що очолював рух протесту проти дамби Нібутані. Дамба через річку Сару, завершена в 1997 році, незважаючи на юридичні спроби зупинити її будівництво, затопила священну для айнів землю. Хоча і безуспішні, юридичні зусилля призвели до того, що окружний суд Саппоро вперше визнав айнів корінним народом Хоккайдо. Він також домігся скасування Закону про захист айнів на Хоккайдо (北海道旧土人保護法) та прийняття Закону про просування культури айнів та поширення знань про традиції айнів у 1997 році.
Він помер від пневмонії в лікарні в Саппоро, Хоккайдо, 6 травня 2006 року, трохи більше місяця не доживши до свого 80-річчя.

## Роботи
Каяно Сігеру написав близько 100 книг про мову та культуру айнів, у тому числі 28 збірок юкар. Деякі з його робіт були перекладені англійською мовою:
- Айну та Лис — 2006
- Айну: Історія самобутнього народу Японії — 2004
- Наша земля була лісом: спогади айнів — 1994
- Юкар, айнський епос та народні казки — 1988
- Роман про бога-ведмедя — 1985